# Baga Road
Baga Road er en roman fra 2003 skrevet af Grete Roulund. 
For at få ro til at skrive et nyt teaterstykke tager dramatikeren Bella til Indien. Hun forelsker sig i to mænd, plastikkirurgen Fleur og diamanthandleren Cavagnoud. Men begge viser sig at være uløseligt forbundet med en anden kvinde.
Da en dødelig epidemi spreder sig blandt dyr og mennesker, tvinges Bella, Fleur og Cavagnoud imidlertid sammen i et trekantsdrama, hvor Bella tror at hun selv er hovedpersonen, men hvor helt andre og dunklere kræfter er på spil.